# Bolt (compañía)
Bolt, anteriormente Taxify, es una compañía tecnológica proveedora de servicios de movilidad fundada y radicada en Tallin, Estonia. La empresa desarrolla y opera la aplicación móvil Bolt, que permite a sus clientes solicitar un taxi o un conductor privado, alquilar patinetes eléctricos, bicicletas eléctricas o automóviles, pedir comida a domicilio o hacer la compra desde su teléfono. En agosto de 2021, Bolt opera en 45 países y 300 ciudades en Europa, África, Asia y América Latina. La compañía tiene 75 millones de clientes en todo el mundo.

## Historia
Bolt fue fundada por Markus Villig en 2013; en aquel entonces tenía 19 años y cursaba su último año de instituto. Su objetivo era crear una plataforma que agregase todas las compañías de taxi de Tallin y Riga. Bolt comenzó a operar en agosto de 2013, en 2014 comenzó su expansión internacional. A día de hoy, Markus Villig es el fundador más joven de un unicornio en Europa así como el CEO más joven del continente recogido en la lista Forbes 30 under 30.
En septiembre de 2018, la compañía (en su momento Taxify) anunció que comenzaría a ofrecer alquiler de patinetes eléctricos en París a través de su aplicación bajo una nueva marca: Bolt. La compañía también tiene planes de expandir su oferta de patinetes a otras ciudades europeas y australianas donde ya opera con su servicio de vehículos de transporte con conductor (VTC) y también a mercados como Alemania y España donde la regulación de las licencias VTC supone un bloqueo regulatorio.
En junio de 2019, Bolt comenzó sus operaciones en Londres con más de 20.000 conductores registrados en la plataforma.

### Financiación
El capital inicial para crear la empresa fue un préstamo de 3.000 euros que Markus Villig recibió de sus padres. Antes del anuncio de colaboración estratégica con Didi Chuxing, Bolt había recaudado más de 2 millones de euros en inversiones por parte de inversores ángel de Estonia y Finlandia. En agosto de 2017, Didi Chuxing invirtió una cantidad no revelada oficialmente, aunque fuentes de la industria sitúan la cifra en al menos 50 millones de euros. En mayo de 2018, una ronda de financiación de 175 millones de dólares liderada por Daimler y Didi valoró la empresa en 1.000 millones de dólares, convirtiéndola en un unicornio.
En agosto de 2021, Bolt recibió una inversión de 600 millones de euros por parte de Sequoia Capital, elevando el valor de la empresa a más de 4.000 millones de euros.